# Temitope Adeshina
Temitope Simbiat Adeshina (* 11. November 1998 in Offa) ist eine nigerianische Leichtathletin, die sich auf den Hochsprung spezialisiert hat.

## Sportliche Laufbahn
Erste internationale Erfahrungen sammelte Temitope Adeshina im Jahr 2022, als sie bei den Afrikameisterschaften in Port Louis mit übersprungenen 1,79 m die Silbermedaille hinter der Ghanaerin Rose Yeboah gewann. Anschließend gelangte sie bei den Commonwealth Games in Birmingham mit 1,81 m auf den zehnten Platz. 2023 begann sie ein Studium an der Texas Tech University in den Vereinigten Staaten und im Jahr darauf gewann sie bei den Afrikameisterschaften in Douala mit 1,84 m erneut die Silbermedaille hinter der Ghanaerin Yeboah. Anschließend verpasste sie bei den Olympischen Sommerspielen in Paris mit 1,88 m den Finaleinzug.
In den Jahren von 2022 bis 2024 wurde Adeshina nigerianische Meisterin im Hochsprung.